# 乌尔丽克·克洛茨
乌尔丽克·克洛茨（德語：Ulrike Klotz，1970年11月15日—），德国女子竞技体操运动员。她曾代表东德参加1988年夏季奥林匹克运动会体操比赛，获得女子团体全能铜牌。